# 룩셈부르크 프랑
룩셈부르크 프랑(영어: franc, 프랑스어: franc, 룩셈부르크어: Frang, 독일어: Franken)은 1884년부터 1999년까지(1941년부터 1944년까지를 제외한 기간) 통용된 룩셈부르크의 통화로, 2002년에 유로로 대체되었다. 1 프랑은 100 상팀(프랑스어: centime, 독일어: cent)에 해당한다.
1999년부터 2002년까지의 기간은 룩셈부르크의 화폐 혼용기로서 룩셈부르크 내에서 유로와 프랑이 함께 쓰였으며 공식적으로 1 유로 = 40.3399 프랑이었지만 유로화가 통용되지 않아 골머리를 앓았던 적도 있다. 유럽연합의 조례 하에서 경제적 거래는 유로와 룩셈부르크 프랑 모두 사용이 가능하나 유로화 지폐와 주화가 아직 자국 내에서 거래되지 않기 때문에 실질적인 지불 문제에 있어서는 거의 룩셈부르크 프랑만을 사용한다. 즉, 여전히 실질적 기능을 하고 있다.

## 역사
벨기에 프랑처럼 룩셈부르크 프랑 또한 나폴레옹 당시의 프랑스 세력 확장에 따라 프랑을 공식 통화로 쓰게 되었다. 그러나 이후 1815년 네덜란드가 독립하고 네덜란드의 경제권에 상당부분 흡수되면서 룩셈부르크에서도 네덜란드 길더가 쓰이게 되었다. 벨기에가 네덜란드에서 독립하고 난 뒤 1839년에 프랑을 도입하면서 1842년까지 프랑을 사용했다. 1842~1848년까지는 룩셈부르크 일부가 독일의 지배를 받았기 때문에 프로이센의 통화를 사용했었다.
1854년, 룩셈부르크는 다시 자국의 프랑을 공표하고 벨기에 프랑을 환율기준화로 삼는다. 룩셈부르크 프랑은 벨기에 프랑과 함께 라틴 통화기구에 1865년 등록되기도 한다. 1926년, 벨기에가 이 기구에서 사실상 탈퇴하지만 1921년부터 룩셈부르크와 벨기에의 통화 기구가 존속하게 됨에 따라 1932년에는 양국의 경제 교류가 더욱 돈독해지는 결과가 생겨난다. 1935년, 환율 기준이 바뀌어서 1 룩셈부르크 프랑 = 1¼ 벨기에 프랑이 되었다.
1940년 5월, 룩셈부르크 프랑은 라이히스마르크에 대해 4:1의 가치를 가졌다가 1940년 7월에는 10:1로 변한다. 독일 화폐와의 환율 기준화가 계속되면서 1940년 8월 26일, 라이히스마르크가 룩셈부르크의 법적 통화의 지위를 얻고 1941년 1월 20일, 라이히스마르크가 유일한 합법적 통화로 인정받게 된다. 그러나 룩셈부르크 프랑은 1944년 다시 부활하면서 벨기에 프랑과의 관계가 다시 부활된다.
룩셈부르크 프랑은 1999년 1월 1일자로 1 유로 = 40.3399 룩셈부르크 프랑의 환전 비율을 갖게 된다. 유로화 화폐 체계는 2002년 1월 1일 도입되어 그해 2월 28일, 룩셈부르크 프랑의 공식적 지위가 사라졌다.

## 벨기에 프랑의 사용
1944~2002년까지 1룩셈부르크 프랑은 1벨기에 프랑과 같은 가치를 이루었다. 벨기에 프랑은 룩셈부르크에서 룩셈부르크 프랑은 벨기에에서도 사실상 법적 통용화의 지위를 누렸다. 그럼에도 불구하고 벨기에의 상인들 대부분은 룩셈부르크 프랑으로 지불하는 것을 상당히 꺼려 상인들은 고객이 룩셈부르크 프랑을 꺼낼 것을 우려하기도 했다고 한다. 이는 상인들이 곧장 은행으로 달려가 두 화폐의 환율을 계속 확인하게 하는 독특한 소동을 자아내기도 했다.
초기의 경우를 제외하고 주화의 크기와 모양, 구성은 거의 흡사하다. 디자인은 다 다르지만 주화 또한 벨기에와 룩셈부르크 양국에서 통용되었다.

## 동전
최초의 동전은 1854년, 2½, 5, 10 상팀(centimes)의 가치로 만들어졌다. 1901년 청동으로 주조했던 5상팀과 10상팀은 구리 니켈 합금으로 만들게 된다. 1915-1916년에 5, 10, 25 상팀을 아연으로 만들게 되었는데 이는 독일의 강압 때문이었다. 제1차 세계 대전 이후 철제 동전이 같은 액면으로 주조되었으며 구리 니켈 합금으로 만들던 관습이 이어지게 되었다. 다만 1, 2 프랑은 니켈로 만들었다.
1919년 룩셈부르크 사상 최초로 은화가 발행되었다. 5, 10 프랑이 그것이었으며 5, 10, 25 상팀은 청동, 50 상팀은 니켈로 만들게 되었다. (1930년) 제2차 세계 대전전 최후에 만들어진 주화는 구리-니켈 합금으로 주조한 25 상팀과 1 프랑으로 1938년과 1939년 주조되었다.

## 지폐
1차 세계대전 전에, 지폐는 룩셈부르크 산업은행과 중앙은행에서 발행하였다. 프로이센 탈러와 독일 금마르크, 프랑이 사용되어 1프랑=80페니히의 대비를 이루었다.
1914년, 중앙은행에서 지폐를 발행했을 당시 프랑과 마르크가 동시에 포함되었다. 그러나 이는 룩셈부르크 통화에 공식적으로 독일 화폐가 사용된 최후가 되었다. 1, 2, 25, 125 프랑과 80페니히, 1.6, 4, 20, 100마르크가 이에 포함되었다. 1919년에 두 번째 판이 발행되었고 50 상팀과 500프랑이 발행되었다. 1923년에는 룩셈부르크 중앙은행이 100프랑을 최초로 발행하였으며 1932년에는 50프랑 지폐를, 1940년에는 1000프랑 지폐가 생겼다.
1944년, 자유주의의 물결에 힘입어 프랑이 다시 도입되었으며 5, 10, 20, 50, 100 프랑으로 주조되었다. 5프랑 지폐는 1949년 주화로 바뀌었으며 10프랑은 1971년 20프랑은 1980, 50프랑은 1987년 주화로 대체되었다.
1985년, 룩셈부르크 통화 관리국은 정부로부터 지폐 발행권을 이관받고 전후 최초의 1000 프랑(€24.79)짜리 지폐를 발행하게 되었다. 1986년에는 100프랑(€2.48), 1993년에는 5000 프랑(€123.95)지폐가 생겼다.

## 같이 보기
- 룩셈부르크의 경제
- 룩셈부르크의 유로 동전